# Mars Reconnaissance Orbiter
Az amerikai Mars Reconnaissance Orbiter (rövidítve: MRO, magyarul: Marsi Felderítő Orbiter) űrszonda fő feladata nagy felbontású képek készítése a Mars felszínéről és leszállásra alkalmas helyek keresése későbbi leszállóegységek számára.

## Küldetés
Két egymást követő, 24 órás halasztás után a Mars Reconnaissance Orbiter 2005. augusztus 12-én indult Atlas V rakétával Cape Canaveralból.
2006. március 10-én állt pályára a Mars körül. 27 percre bekapcsolták a fő hajtóművet, hogy az űreszközt a kellő sebességre fékezze. Nem sokkal a manőver kezdete után az MRO a Mars mögé került, eltűnve ezzel a NASA irányítóinak szeme elől. Fél óráig tartó takarás után derült végül ki, hogy a művelet tökéletesen sikerült.
Levegőfékezéssel alakította ki a végleges pályáját. 2006. augusztus 30-án begyújtotta hajtóműveit, hogy pályájának alsó pontja kiemelkedjen a bolygó légköréből és ezzel befejezze a levegőfékezést. A keringési idő a kezdeti 35 óráról 2 órára csökkent.
2009. február 23-án az űrszonda biztonsági üzemmódba kapcsolt, valószínűleg, mert eltalálta a kozmikus sugárzás egy nagy energiájú részecskéje, amely hibás mérést eredményezett. A szondát március 2-án sikerült normál üzemmódba visszakapcsolni.
A küldetés tudományos szakasza 2008 novemberéig tart, ezt először 2010-ig hosszabbították meg.
2017 márciusában a szonda megtette 50 000-dik fordulatát a Mars körül, ezzel az addigi legtöbb adatot szolgáltató eszközzé vált a NASA Mars-kutatásának történetében.

## Az űrszonda
Az MRO űrszondát a NASA Jet Propulsion Laboratoriumában (Sugárfizikai Laboratórium) fejlesztették ki. A MRO teljes tömege 2180 kg (ebből 1149 kg hajtóanyag). A meghajtórendszer 20 hajtóműből áll. Hat nagyobb, hat közepes és nyolc kisebb hajtómű fékezi a szondát a megérkezéskor és változtatja a bolygó körüli pályát. Az adatok küldésére egy nagy és két kis nyereségű antenna áll rendelkezésre. Két napelemtábla 1000 W energiát biztosít, amelyet két akkumulátor tárol. A fedélzeti számítógép RAD750 (133 MHz, 32 bit), amely szélsőséges körülmények (sugárzás, hőmérséklet) között is megbízhatóan működik. 20 GB adat tárolására képes.

## Tudományos műszerek
- High Resolution Imaging Science Experiment (HiRISE): kamera, nagy felbontású képeket készít.
- Context Imager (CTX): kamera, kisebb felbontású képek készítése a HiRISE képeinek környezetéről.
- Mars Color Imager (MARCI): színes képalkotó berendezés, színes képek készítése és az időjárás vizsgálata.
- Compact Reconnaissance Imaging Spectrometers for Mars (CRISM) : optikai/infravörös spektrométer, a felszín ásványtani térképezését végzi.
- Mars Climate Sounder (MCS): infravörös radiométer, méri a légkör különböző tulajdonságait (hőmérséklet, nyomás stb.).
- Shallow Subsurface Radar (SHARAD): radar, a Mars poláris sapkáinak szerkezetét határozza meg.
- Gravity Field Investigation Package: a gravitációs tér változásait méri.
- Atmospheric Structure Investigation Accelerometers: légsűrűség mérésére használható akcelerométerek.

### Magyar oldalak
- MRO: a NASA álomgép[halott link]

### Külföldi oldalak
- Red Planet Reconnaissance
- Mars Reconnaissance Orbiter Web Site

## Lásd még
- Mars-kutatás